# 렉시 랜들
렉시 랜들(Lexi Randall, 1980년 1월 1일 ~ )은 미국의 배우이다.
휴스턴에서 태어났다.

## 출연 작품

### 영화
- 롱 워크 홈 (1990, The Long Walk Home)
- 구혼 광고 (1991, Sarah, Plain and Tall)
- Skylark (1993) - 애나 역
- 작은 전쟁 (1994) - 리디아 조앤 시먼스 역
- 헨리에타의 별 (1995, The Stars Fell on Henrietta)
- Sarah, Plain and Tall: Winter's End (1999)